# Ville compacte
 (juin 2019).
Si vous disposez d'ouvrages ou d'articles de référence ou si vous connaissez des sites web de qualité traitant du thème abordé ici, merci de compléter l'article en donnant les références utiles à sa vérifiabilité et en les liant à la section « Notes et références ».
La ville compacte ou ville à courtes distances est un concept d'urbanisme qui favorise une densité résidentielle relativement élevée dans des quartiers multifonctionnels. Il repose sur un système de transport en commun efficace et présente un aménagement urbain qui, selon ses défenseurs, encourage la marche et le cyclisme, une faible consommation d’énergie et une réduction de la pollution. L'étalement urbain est limité par une trame verte non constructible, limitant ainsi l'urbanisation massive d'espaces naturels. Ce modèle est considéré comme plus durable que celui de l’étalement urbain, car il est moins dépendant de la voiture, et nécessite donc une infrastructure moindre (et moins chère par habitant) (Williams 2000, cité dans Dempsey 2010).   

## Origines
Le terme ville compacte a été inventé en 1973 par George Dantzig et Thomas L. Saaty , deux mathématiciens dont la vision utopique était motivée par le désir de voir une utilisation plus efficace des ressources. Le concept, qui a influencé la planification urbaine, est souvent attribué à Jane Jacobs et son livre Déclin et survie des grandes villes américaines (1961), une critique des politiques modernistes de planification urbaines, qui selon Jacobs ont contribué à détruire un certain nombre de communautés urbaines existantes dans les centres anciens.   

## Influence en Europe

### Influence aux Pays-Bas[5]
La planification urbaine aux Pays-Bas est fortement influencée par la « compacte stad ». Dans les années 1960, les villes se sont étendues dans de grands quartiers planifiés de haut en bas, en utilisant de manière efficace le peu d'espace disponible. Plus tard, les villes n'étaient plus autorisée à s'agrandir, donnant ainsi naissance à des villes nouvelles à distance modérée des villes principales de manière à bénéficier de l'attraction de ces dernières tout en développant leur propre identité. Les transports publics ont permis de connecter villes principales et villes nouvelles. Cette politique, appelée groeikernenbeleid, a donné naissance à des cités-dortoirs typiques. Dans les années 1980, la puissance publique estime alors que les citoyens préféraient vivre dans la capitale, mettant ainsi fin à cette politique de villes nouvelles. Les nouveaux quartiers urbains devaient se situer autour d'une ville, ceinturant les quartiers plus anciens. Les nouveaux quartiers étaient intelligemment conçus, relativement denses et très bien desservis par les transports en commun ou à vélo. 
Ces politiques ont permis de limiter l'étalement urbain, puisque les nouveaux quartiers devaient être construits denses et directement dans la continuité des quartiers anciens. Parallèlement, l'urbanisation de terres en dehors des villes existantes fut interdite, mettant fin à la possibilité de création de villes nouvelles sans impulsion de la puissance publique. L'objectif étant de garder le paysage rural "propre" et les villes compactes. 
Par conséquent, dans les villes néerlandaises, tous les quartiers sont proches des centres-villes, ce qui permet aux habitants de se déplacer rapidement et à moindre coût à vélo. Sortir de la ville n'implique pas de traverser des banlieues vastes et peu denses, rendant ainsi les excursions en milieu rural faciles. Grâce à toutes ces réglementations, le Groene Hart (Cœur vert au centre de la Randstad) reste vert, évitant ainsi qu'Amsterdam, Utrecht et Delft ne finissent par fusionner à cause de l'urbanisation.

## Conclusion
Les villes compactes sont conçues pour maintenir les résidents à proximité de tout ce dont ils ont besoin pour la vie quotidienne, y compris les achats, l’éducation, le logement et le travail. La logique de ce modèle de planification urbaine est de réduire le temps que les gens passent pour se déplacer, de réduire l'utilisation de combustibles fossiles et de favoriser un modèle durable d'urbanisation.